# Nāḩiyat Markaz Ma‘arrat an Nu‘mān
Nāḩiyat Markaz Ma‘arrat an Nu‘mān (arabiska: ناحية مركز معرة النعمان) är ett subdistrikt i Syrien.   Det ligger i provinsen Idlib, i den centrala delen av landet, 240 km norr om huvudstaden Damaskus.
Trakten runt Nāḩiyat Markaz Ma‘arrat an Nu‘mān består till största delen av jordbruksmark. Runt Nāḩiyat Markaz Ma‘arrat an Nu‘mān är det ganska tätbefolkat, med 179 invånare per kvadratkilometer.